# Museum Berggruen
Museum Berggruen i Charlottenburg i Berlin är ett museum för modern konst. Det grundades av konsthandlaren och samlaren Heinz Berggruen (1914–2007) som en "försoningsgest" mot sin hemstad Berlin, som fick köpa samlingen för långt under marknadspris. Samlingen innehåller främst verk av Pablo Picasso, Alberto Giacometti, Georges Braque, Paul Klee och Henri Matisse. Berggruensamlingen tillhör Nationalgalerie i Berlin och hade omkring 74 000 besökare 2019.